# Morfologia (językoznawstwo)
Morfologia – dziedzina lingwistyki zajmująca się formami odmiennymi części mowy (fleksja) oraz słowotwórstwem.
Istnieją dwa główne podejścia do morfologii, różniące się obiektem, któremu przypisywany jest status znaku językowego: podejście morfemiczne oraz leksemiczne.
W podejściu morfemicznym elementarną jednostką analizy morfologicznej jest abstrakcyjny morfem, charakteryzowany zwykle jako najmniejsza część wyrazu będąca nośnikiem znaczenia. Wyraz jest tu rozumiany jako znak prosty, jeśli złożony jest z jednego morfemu, albo znak złożony, jeśli można w nim wyróżnić więcej takich podstawowych jednostek. W podejściach opartych na pojęciu morfemu przyjmuje się zwykle, że wszystkie morfemy, zarówno słowotwórcze, jak i fleksyjne, wchodzą w skład inwentarza leksykalnego użytkowników danego języka, zwanego zwykle leksykonem.
W podejściu leksemicznym podstawową jednostką analizy i elementem realizującym w sobie znak językowy jest abstrakcyjny leksem, spajający znaczenie, cechy gramatyczne oraz postać dźwiękową wyrazu (formę wyrazową). Pojęcie morfemu jest tutaj używane wyłącznie w odniesieniu do fragmentów formy wyrazowej. Morfem, choć nie posiada tutaj statusu znaku językowego, jest traktowany jako wykładnik (sygnał) zajścia operacji morfologicznej i pomocny jest w ustalaniu zależności pomiędzy leksemami prostszymi i bardziej złożonymi (słowotwórstwo) bądź leksemami i realizującymi je formami wyrazowymi (fleksja). W tym podejściu leksykon użytkownika języka składa się z leksemów.
Istnieją różne pochodne podklasyfikacje systemów morfologicznych, w zależności od akcentu kładzionego na podział pomiędzy słowotwórstwem i fleksją (niektóre podejścia nie rozróżniają formalnie tych dwóch typów operacji) lub np. leksykalnego statusu morfemów (niektóre podejścia odmawiają tego statusu morfemom fleksyjnym). Innym wyróżnikiem jest np. status paradygmatu w teorii morfologicznej, rozumianego jako uporządkowana struktura morfemów fleksyjnych bądź całych form wyrazowych. Niektóre teorie (zarówno morfemiczne, jak i leksemiczne) zakładają, że paradygmaty istnieją niejako niezależnie, definiowane poprzez system gramatyczny języka, i że w procesie budowania zdań wybór form wyrazowych polega na wyborze konkretnej „komórki” paradygmatu na podstawie cech morfosyntaktycznych przypisanych danej pozycji w zdaniu. Inne teorie traktują paradygmaty jako produkty uboczne analizy morfologicznej, niemające same w sobie większego znaczenia.
Podejście leksemiczne wywodzi się z tradycji antycznej – jako jego źródło wskazywana jest zwykle filozofia stoicka. Podejście morfemiczne w swojej początkowej formie pojawiło się w Europie już w XVI wieku w pismach Johannesa Reuchlina, nawiązującego do tradycji językoznawców hebrajskich. Pod koniec XVIII wieku wzmocniło ten sposób analizy odkrycie językoznawstwa sanskryckiego z ok. 500 r. p.n.e. (tzw. szkoły Paniniego). Zostało ono rozwinięte w szkołach językoznawczych ogólnie zaliczanych do strukturalizmu, a sama nazwa morfem została stworzona przez polskiego językoznawcę Jana Badouina de Courtenay. Pojęcie leksemu zostało przywrócone współczesnej lingwistyce w latach 60. niezależnie przez językoznawcę brytyjskiego Petera Matthewsa i amerykańskiego, Roberta Bearda. Obydwa podejścia reprezentowane są mniej więcej na równi przez współczesne szkoły morfologiczne.